# Marguerite Long
Pour les articles homonymes, voir Long.
Marguerite Long, née le 13 novembre 1874 à Nîmes (Gard) et morte le 13 février 1966 à Paris, est une pianiste et pédagogue française.
Pianiste de renommée internationale, elle excella dans le répertoire français de l'époque moderne, mais aussi dans Chopin et les romantiques. Elle fonde avec Jacques Thibaud le concours international Long-Thibaud.

## Biographie

### Vie privée
Marguerite Marie Charlotte Long naît à Nîmes le 13 novembre 1874. Elle est la fille de Pierre Long et Anna Théron. Sa sœur aînée, Claire, est nommée à l'âge de 17 ans professeur de piano au Conservatoire de Nîmes ,.
Théodore Dubois, professeur au Conservatoire de Paris, la remarque au cours d'une de ses tournées au Conservatoire de Nîmes, alors que celle-ci n'a que 12 ans. Grâce à lui, elle sera admise au Conservatoire de Paris. Après avoir obtenu un premier prix de piano à l'âge de quinze ans, elle devient l'élève d'Antoine-François Marmontel.
Le 28 février 1893, elle débute en concert à Paris, à 19 ans. Sa carrière est cependant ralentie par le peu de goût des milieux musicaux de l'époque pour les solistes virtuoses et par les préjugés sociaux qui dénient aux femmes toute capacité créatrice. Elle ne se produira à nouveau en public qu'en 1903, aux Concerts Lamoureux.
En 1906, elle épouse le musicologue Joseph de Marliave à Paris connu notamment pour son œuvre sur les quatuors de Beethoven, il est très lié avec Gabriel Fauré qui introduit Marguerite dans l’univers de la fameuse « musique française du début du siècle ». En 1914, son mari est tué à la guerre, elle veut arrêter toute carrière musicale mais Claude Debussy la remet au piano en lui proposant de travailler directement avec lui. Elle sera donc une importante dépositaire de l’œuvre de Debussy.
Elle meurt le 13 février 1966 en son domicile au 16 avenue de la Grande Armée dans le 17e arrondissement de Paris et ses obsèques ont lieu en l'église Saint-Ferdinand des Ternes. Elle repose au cimetière Saint-Baudile de Nîmes.

### Carrière
Marguerite Long se tourne vers l'enseignement ; en 1926, elle est nommée assistante au Conservatoire de Paris, où elle enseignera jusqu'en 1940.
Après la mort de Debussy en 1918, elle se met au service de la musique de Maurice Ravel qui est déjà son ami. Celui-ci crée Le Tombeau de Couperin pour rendre hommage à ses amis morts au champ d’honneur. La sixième et dernière pièce, Toccata, est dédiée à son mari, Joseph de Marliave.
Le 11 avril 1919, elle crée à la Société de musique indépendante. En 1920, après la mort de Louis Diémer, elle reprend sa classe au Conservatoire et fonde sa propre école de musique.
À partir de 1921, elle donne aussi des cours à l'École normale de musique de Paris, fondée en 1919 par Alfred Cortot et Auguste Mangeot. Peu à peu, prend forme une méthode didactique fondée sur le travail des doigtés, sur celui de la pratique des gammes et, surtout, sur la position arrondie de la main sur le clavier, dans le but d'obtenir ce jeu perlé si caractéristique de l'école française de piano.
Pendant trois mois, elle fait le tour de l'Europe en 1932. Le 14 janvier 1932 à la salle Pleyel,  elle intreprète sur un grand queue de concert Pleyel, sous la direction de Maurice Ravel en personne pour la création de l'œuvre, le Concerto pour piano en sol majeur, que Ravel lui a dédié.
À partir de 1940, elle se produit en tant que musicienne de chambre avec le violoniste Jacques Thibaud.
Elle fit appel à son ami Jacques Thibaud pour créer en 1943 le concours qui portera leur nom et auquel elle se consacra jusqu'à sa mort, en 1966. C'est  le Concours international Long-Thibaud auquel ils ont voué une partie de leur carrière.
Elle préside la Fondation Maurice Ravel de 1955 à 1966.
Professeur réputée, Marguerite Long compte parmi ses élèves Cemal Resit Rey, Samson François, Setrak, Lucette Descaves, Annie d'Arco, Pía Sebastiani, Bruno Leonardo Gelber, Harry Datyner, François Cholé, Ventsislav Yankoff, Claude Kahn, Éliane Richepin, Yvonne Lefébure, Jacques Février, Nicole Henriot, Ada Cecchi, mère des pianistes Katia et Marielle Labèque, Marie-Thérèse Fourneau, etc.
Elle fut l'amie notamment de Gabriel Fauré, Claude Debussy, Pierre Vellones ou Maurice Ravel, qui restèrent toute sa vie les grands noms de son répertoire. Ravel, qui la tenait en haute estime, lui dédia son Concerto en sol qu'elle créa en janvier 1932 et qu'elle présenta dans toute l'Europe.

## Discographie
Marguerite Long a commencé d'enregistrer dès l'époque du 78 tours, mais sa discographie est moins riche que celle de Jacques Thibaud. Chopin, Debussy et Fauré comptent parmi les compositeurs qu'elle a le plus enregistrés.
Il existe un enregistrement du Concerto en sol de Ravel par Marguerite Long, le compositeur lui-même dirigeant l'Orchestre des Concerts Lamoureux en avril 1932. Malheureusement, très peu d'œuvres enregistrées par Marguerite Long sont disponibles aujourd'hui sur disque compact. On peut citer le Premier Concerto pour piano de Darius Milhaud, sous la direction du compositeur.
Les enregistrements de Marguerite Long dont la liste suit, ont été réalisés sur 78 tours par Columbia, sauf indication contraire. Les dates d'enregistrement sont indiquées lorsqu'elles sont connues.

### Beethoven
- Concerto n° 3 ; Orchestre de la société des Concerts du Conservatoire, dir. Félix Weingartner (10 juin 1939) - LFX 581-4.
- Concerto n° 5 "L'Empereur" ; Orchestre de la Société des Concerts du Conservatoire, dir. Charles Munch - LFX 679-83.

### Chopin
- Fantaisie en fa mineur - D 13112-13.
- Valses op. 64 n° 3 et op. 70 n° 3 - LF7.
- Concerto en fa mineur ; Orchestre de la Société des Concerts du Conservatoire, dir. Philippe Gaubert. Mazurka op.59 n° 3 - D15236-9.
- Barcarolle - LFX 325.
- Scherzo n° 2 - LFX 513.
- Berceuse. Fantaisie-Impromptu
- Concerto pour piano en fa mineur ; Orchestre de la Société des Concerts du Conservatoire, dir. André Cluytens (1953) - Pathé Marconi FC 25010, FCX 193.

### Debussy
- La plus que lente - Jardins sous la pluie (1929) - LFX 24.
- Arabesques n° 1 et 2 (1930) - LF 55.

### Fauré
- Impromptus n° 2 et 5 - LF26.
- Nocturne n° 6 et Barcarolle n° 2 - LFX 437.
- Barcarolle n° 6 et Nocturne n° 4 - LFX 567.
- Ballade pour piano et orchestre op. 19 ; Orchestre de la Société des Concerts du Conservatoire, dir. Philippe Gaubert (1931) - LFX 54-55.
- Quatuor avec piano n° 1 en ut mineur ; Trio Pasquier : Jean (violon), Pierre (alto) et Etienne (violoncelle). Enregistré par Pathé Marconi sur microsillon en 1956, voir ci-dessous.
- Quatuor avec piano n° 2 en sol mineur ; Jacques Thibaud (violon), Maurice Vieux (alto) et Pierre Fournier (violoncelle) - La Voix de son maître DB 5103-6.
- Les Berceaux, op.23 n° 1 ; Ninon Vallin - LF 125.
- Quatuor avec piano n° 1 en ut mineur, op. 15 - FC 1057.
- Ballade ; Orchestre de la Société des Concerts du Conservatoire, dir. André Cluytens (1954) - Angel 35 013.

### Halffter
- Rhapsodie portugaise ; Orchestre de la Société des Concerts du Conservatoire, dir. Charles Munch - LFX 629-30.

### d'Indy
- Symphonie sur un chant montagnard ; Orchestre Colonne, dir. Paul Paray - LFX 352-4.

### Milhaud
- Concerto pour piano n° 1 ; Orchestre national, dir. Darius Milhaud. Avec Paysandu (extrait de Saudades) et Alfama (extrait de l'Automne) (1935) - LFX 375-6.

### Mozart
- Concerto pour piano en la majeur, K 488 ; Orchestre de la Société des Concerts du Conservatoire, dir. Philippe Gaubert - LFX 408-10

### Ravel
- Concerto pour piano en sol majeur ; Orchestre des Concerts Lamoureux, dir. Maurice Ravel (effectivement dirigé par Freitas-Branco, avril 1932) - LFX 257-9 ; LX 194-6.
- Concerto avec piano en sol majeur ; Orchestre de la Société des Concerts du Conservatoire, dir. Georges Tzipine (1954) - Angel 35 013.

### D. Scarlatti
- Une dizaine d’œuvres, sans doute enregistrées à la fin des années 1950 ou au début des années 1960 (l'information manque à propos de ces enregistrements).

## Distinctions
- Commandeur de la Légion d'honneur, en 1938 ;
- Grand-croix de l'ordre national du Mérite, en 1965, dont elle est la première femme à atteindre cette dignité ;
- Officier de l'Instruction publique.

## Hommages
Dans le 17ème arrondissement de Paris où elle vécut, un jardin, une rue et une station de la ligne t3b du tramway lui rendent hommage.

## Écrits
- Le Piano, Salabert, 1959 ;
- Au piano avec Claude Debussy, Julliard, 1960 (traduction anglaise en 1972) ;
- Au piano avec Gabriel Fauré, Julliard, 1963 ;
- La petite méthode de piano, Salabert, 1963 ;
- Au piano avec Maurice Ravel, Julliard, 1971 (traduction anglaise en 1973).